# Prozor-Rama
Pour les articles homonymes, voir Prozor.
Prozor-Rama est une ville et une municipalité de Bosnie-Herzégovine située dans le canton d'Herzégovine-Neretva et dans la fédération de Bosnie-et-Herzégovine. Selon les premiers résultats du recensement bosnien de 2013, la ville intra muros compte 3 858 habitants et la municipalité 16 297.
Le nom officiel de la municipalité est Prozor-Rama ; en revanche, elle est souvent désignée sur le nom de « Prozor ». En croate, en bosnien et en serbe, Prozor signifie « la fenêtre ».

## Géographie
Prozor-Rama est située au sud de la Bosnie-Herzégovine et au nord de la région de l'Herzégovine. La région est entourée par les hautes montagnes de Makljen, de Raduša, de Vran, de Ljubuša, et surtout, au sud, par le massif escarpé de la Čvrsnica. L'ouest et le nord offrent des voies d'accès plus praticables.

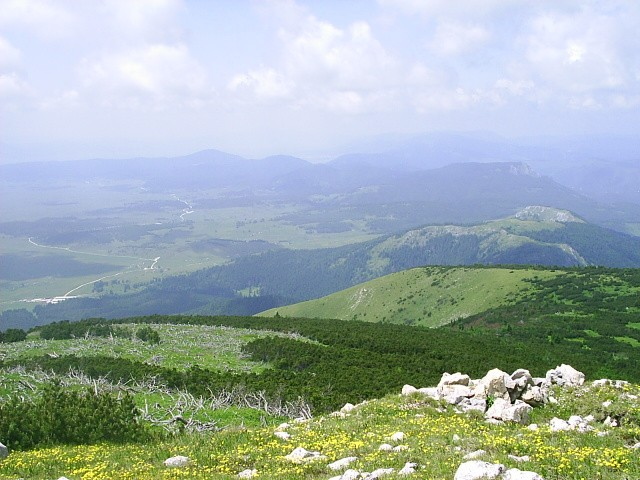
Vue du mont Raduša

La ville se trouve dans la vallée de la rivière Rama, qui prend sa source au village de Varvara, dans la municipalité, et se jette dans la Neretva ; sur son parcours, elle forme le lac de retenue de Rama, qui mesure 7,5 km de long et 4,6 km de large. Au sud de la municipalité s'étend le lac de Jablanica.

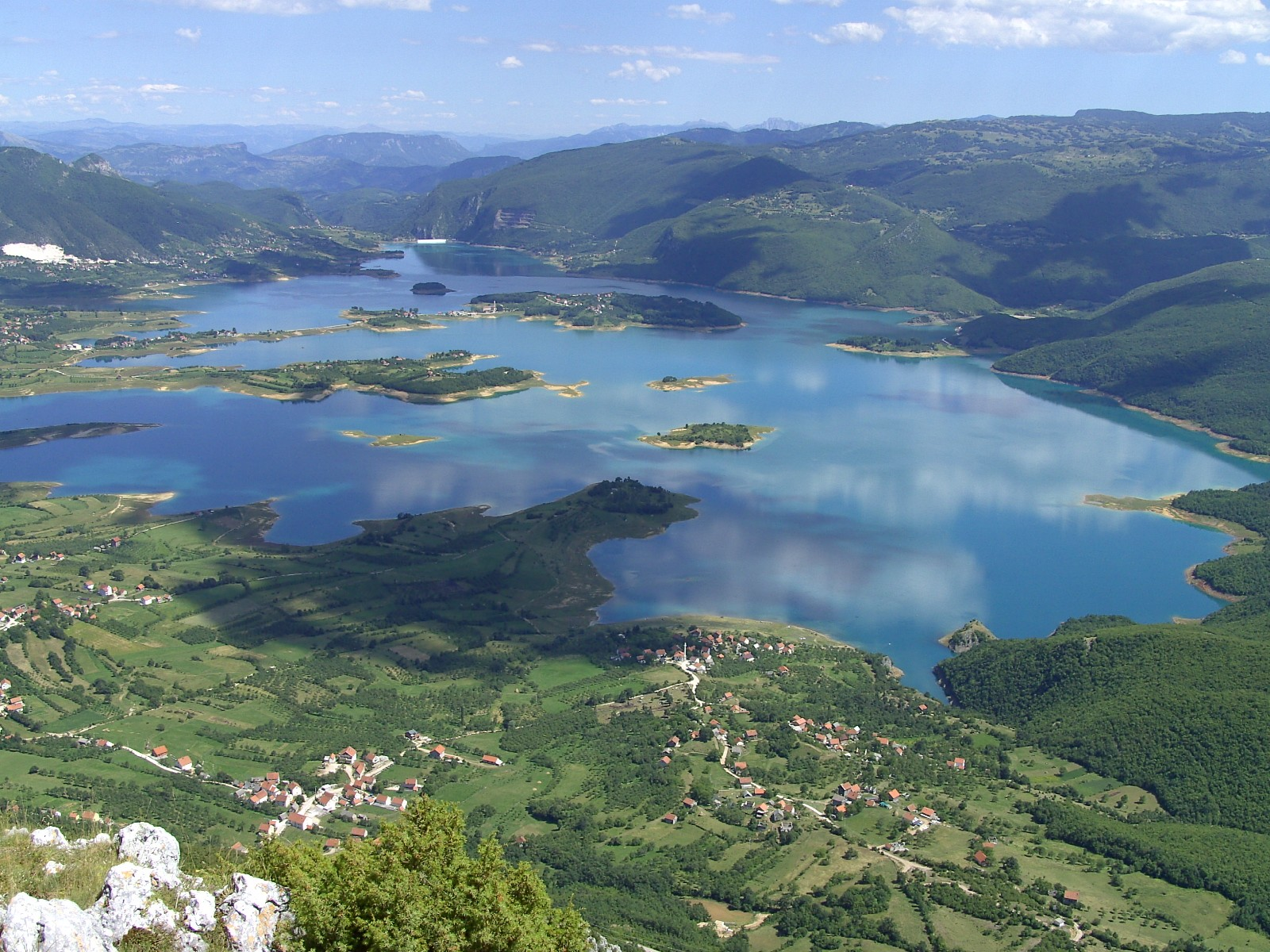
Vue du lac de Rama

## Climat
Prozor jouit d'un climat tempéré froid, avec une température moyenne annuelle de 9,5 °C ; juillet est le mois le plus chaud de l'année, avec une moyenne de 19,3 °C. Le mois le plus froid est janvier avec une moyenne de −0,8 °C. La moyenne des précipitations annuelles est de 1 032 mm/m2, avec les précipitations mensuelles les plus faibles en juillet et les plus élevées en novembre.
| Mois                                 | Janv | Fév  | Mars | Avr  | Mai  | Juin | Juil | Août | Sept | Oct  | Nov | Déc  | Année |
| ------------------------------------ | ---- | ---- | ---- | ---- | ---- | ---- | ---- | ---- | ---- | ---- | --- | ---- | ----- |
| Températures maximales moyennes (°C) | 2,0  | 4,8  | 9,1  | 13,8 | 18,8 | 22,6 | 25,2 | 24,7 | 20,7 | 14,5 | 8,4 | 3,6  |       |
| Températures moyennes (°C)           | -0,8 | 1,2  | 4,7  | 9,0  | 13,5 | 17,2 | 19,3 | 18,7 | 15,1 | 10,0 | 5,3 | 1,0  | 9,5   |
| Températures minimales moyennes (°C) | -3,6 | -2,4 | 0,4  | 4,2  | 8,3  | 11,8 | 12,4 | 12,7 | 9,5  | 5,6  | 2,2 | -1,5 |       |
| Précipitations moyennes (mm)         | 78   | 79   | 73   | 80   | 85   | 85   | 67   | 68   | 76   | 96   | 127 | 117  | 1032  |

## Histoire

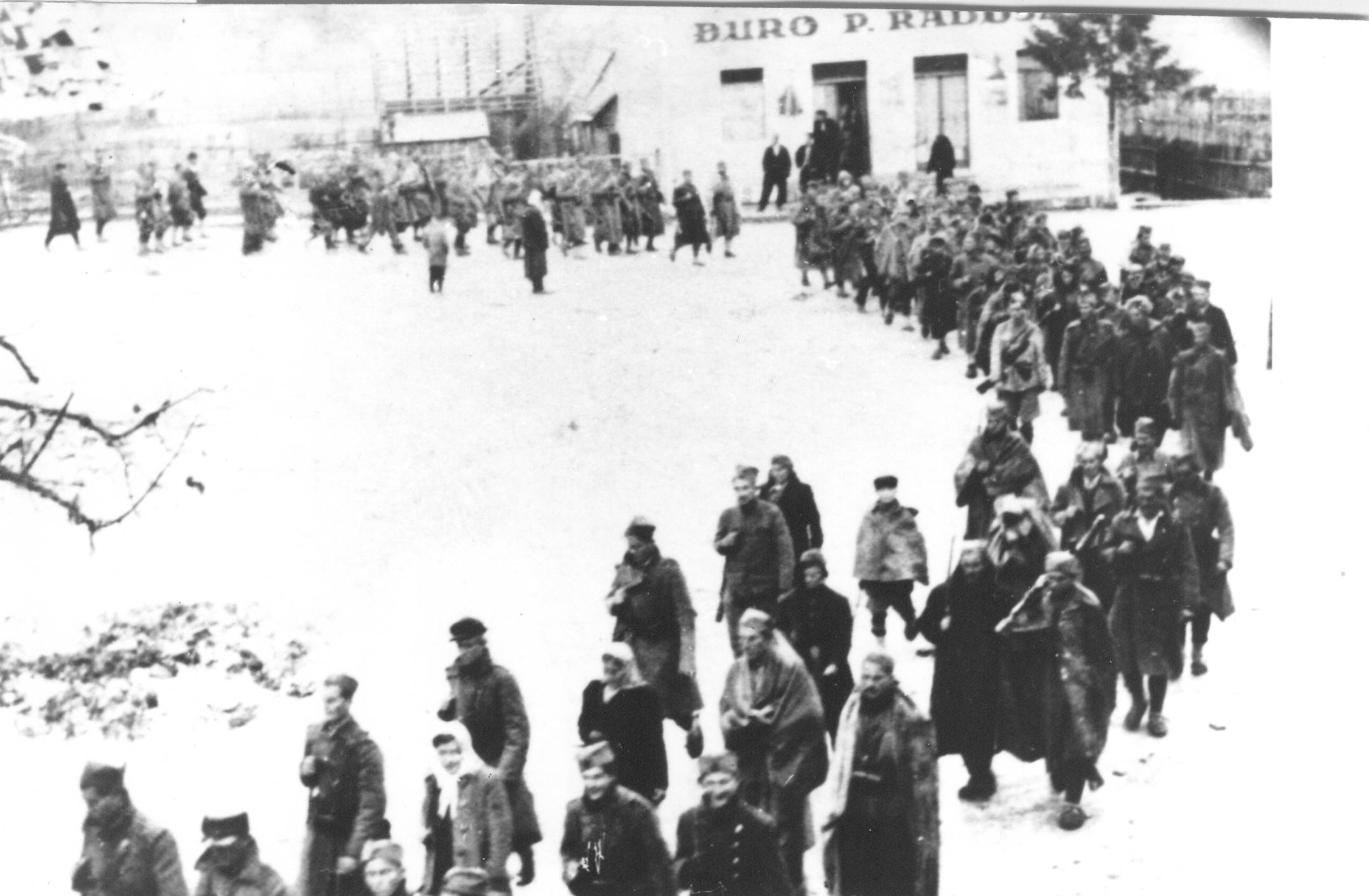
Les Partisans à Prozor, hiver 1942-1943

## Localités

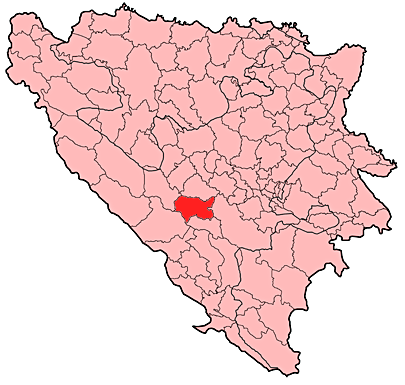
Localisation de la municipalité de Prozor en Bosnie-Herzégovine

La municipalité de Prozor-Rama compte 56 localités :
| - Blace - Borovnica - Dobroša - Donja Vast - Donji Krančići - Donji Višnjani - Družinovići - Duge - Gmići - Gorica - Gornji Krančići - Gornji Višnjani - Gračac - Gračanica | - Grevići - Heljdovi - Here - Hudutsko - Ivanci - Jaklići - Klek - Kovačevo Polje - Kozo - Kućani - Kute - Lapsunj - Lizoperci - Lug | - Ljubunci - Maglice - Meopotočje - Mluša - Ometala - Orašac - Pajići - Paljike - Parcani - Paroš - Ploča - Podbor - Proslap - Prozor (Prozor-Rama) | - Ravnica - Ripci - Rumboci - Skrobućani - Šćipe - Šćit - Šerovina - Šlimac - Tošćanica - Trišćani - Ustirama - Uzdol - Varvara - Zahum |

## Démographie

### Villeintra muros

#### Évolution historique de la population dans la villeintra muros
| 1948 | 1953 | 1961  | 1971  | 1981  | 1991  | 2013  |
| ---- | ---- | ----- | ----- | ----- | ----- | ----- |
| -    | -    | 1 052 | 1 380 | 2 220 | 3 566 | 3 858 |

|  |

### Municipalité

#### Évolution historique de la population dans la municipalité
| 1961   | 1971   | 1981   | 1991   | 2013   |
| ------ | ------ | ------ | ------ | ------ |
| 17 276 | 17 963 | 19 108 | 19 760 | 16 297 |

#### Répartition de la population par nationalités dans la municipalité (1991)
En 1991, sur un total de 19 760 habitants, la population se répartissait de la manière suivante :

## Politique
À la suite des élections locales de 2012, les 21 sièges de l'assemblée municipale se répartissaient de la manière suivante :
| Parti                                                     | Sièges |
| --------------------------------------------------------- | ------ |
| Union démocratique croate 1990 (HDZ 1990)                 | 8      |
| Union démocratique croate de Bosnie-Herzégovine (HDZ BiH) | 6      |
| Coalition bosniaque (SDA-BPS)                             | 3      |
| Coalition croate (HSP BiH-HSS BiH)                        | 2      |
| Parti social-démocrate (SDP)                              | 1      |
| Parti pour la Bosnie-Herzégovine (SBiH)                   | 1      |

Jozo Ivančević, membre de l'Union démocratique croate 1990 (HDZ 1990), a été élu maire de la municipalité,.

## Sport
Prozor possède un club de football, le NK Rama, et un club de basket-ball, le HKK Rama.

## Tourisme
Parmi les principaux monuments nationaux de la municipalité de Prozor-Rama figure le couvent franciscain de Šćit, sans doute fondé au XVe siècle, remanié ultérieurement, qui est inscrit en même temps que certaines de ses décorations et de ses biens mobiliers.

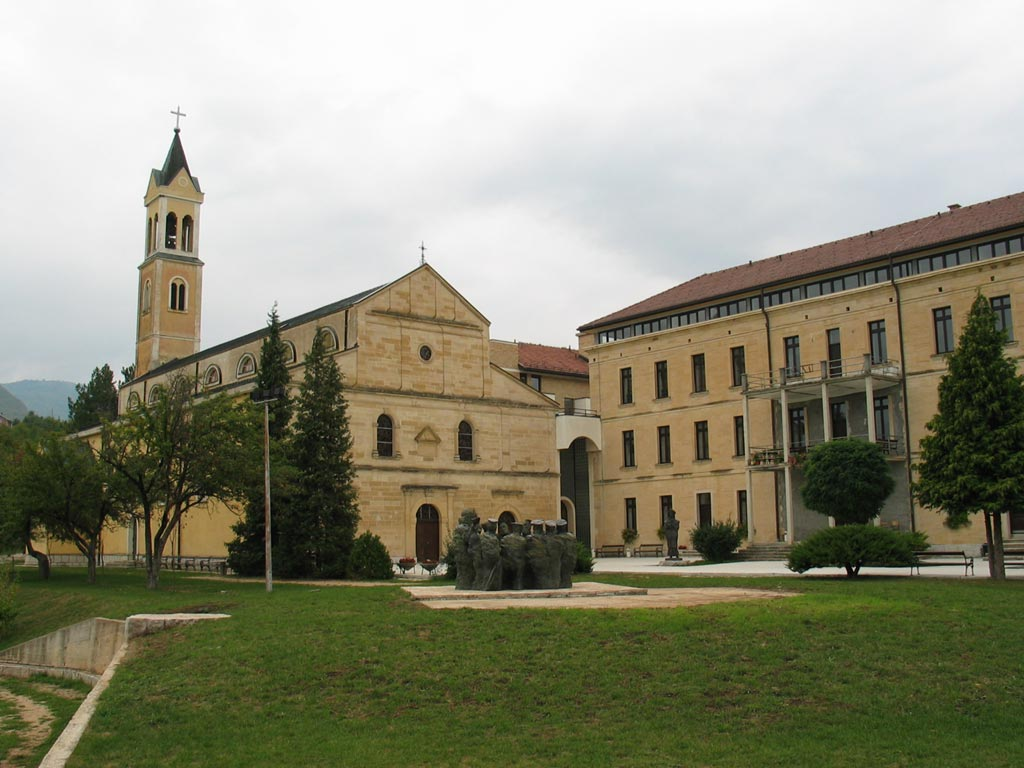
L'église du couvent franciscain de Šćit